# Deutsche Kriegsgräberstätte Cassino

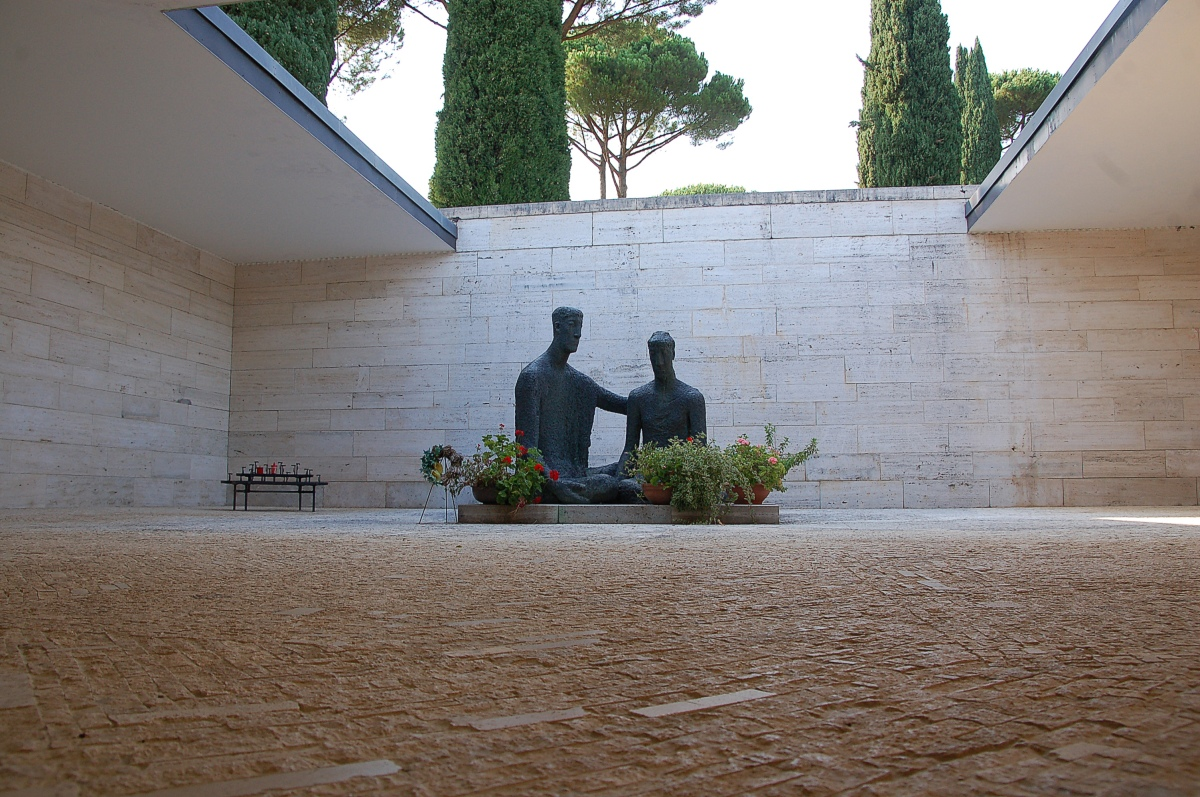
Skulptur „Trauer und Trost“ in der Eingangshalle

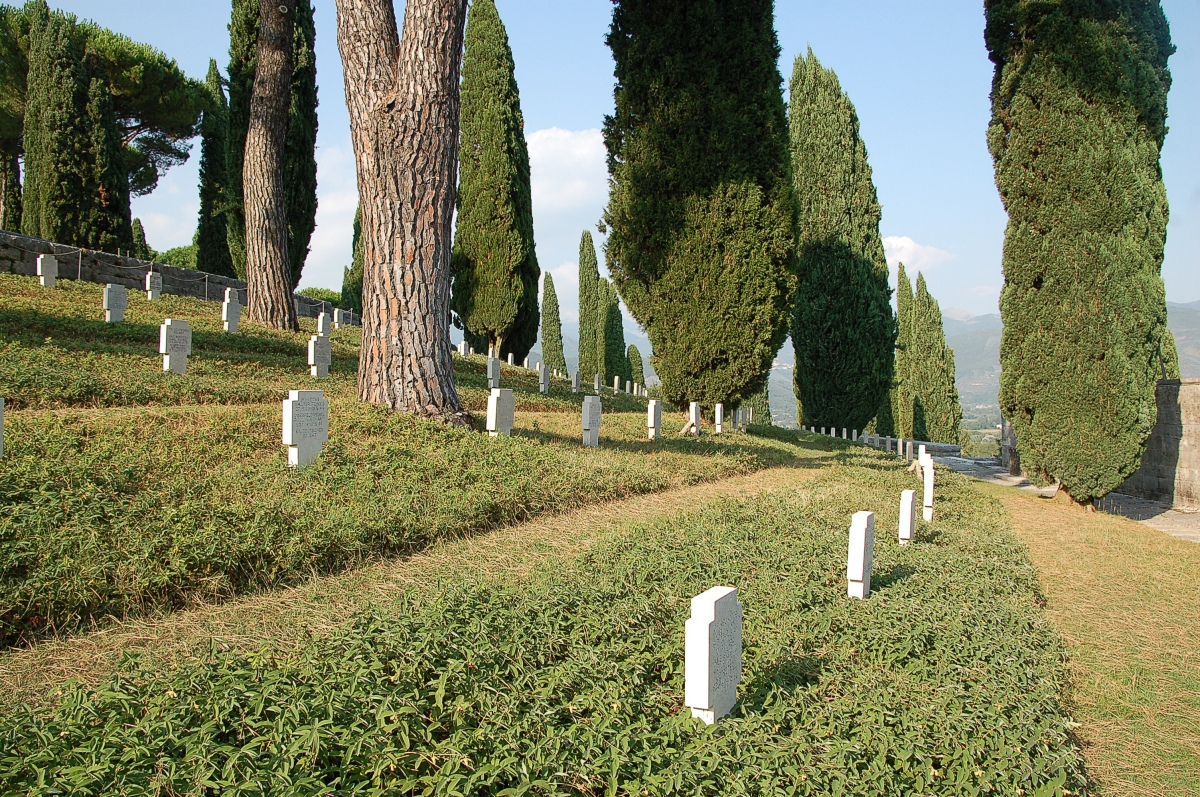
Terrassen- und ellipsenförmige Grabfelder

Die Deutsche Kriegsgräberstätte Cassino ist ein Sammelfriedhof auf dem südlichen Ausläufer des Colle Marino, drei Kilometer nördlich von Cassino. Hier ruhen die sterblichen Überreste von 20.100 deutschen Soldaten, darunter 3.100 Unbekannten, die im südlichen Teil des Festlandes von Italien südlich der Linie Pescara–Terracina im Zweiten Weltkrieg gefallen sind.

## Die Toten

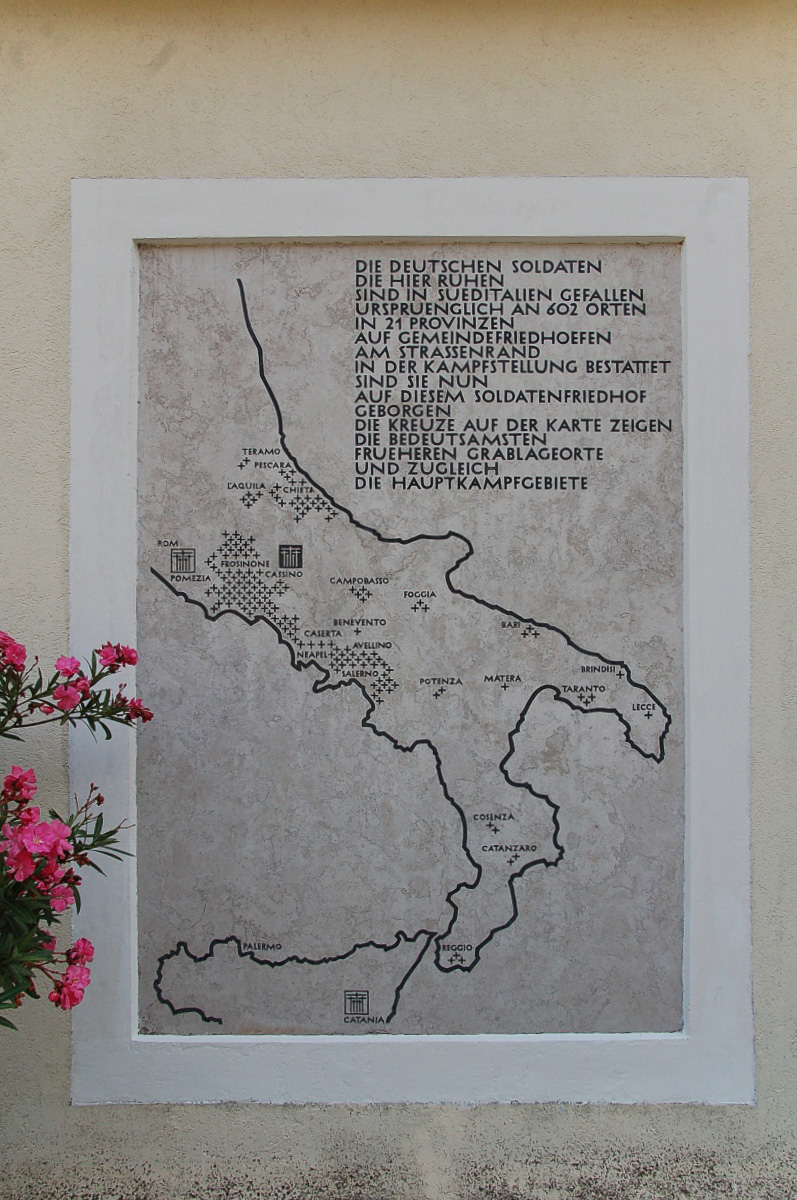
Lage der ursprünglichen Grablagen in Süditalien

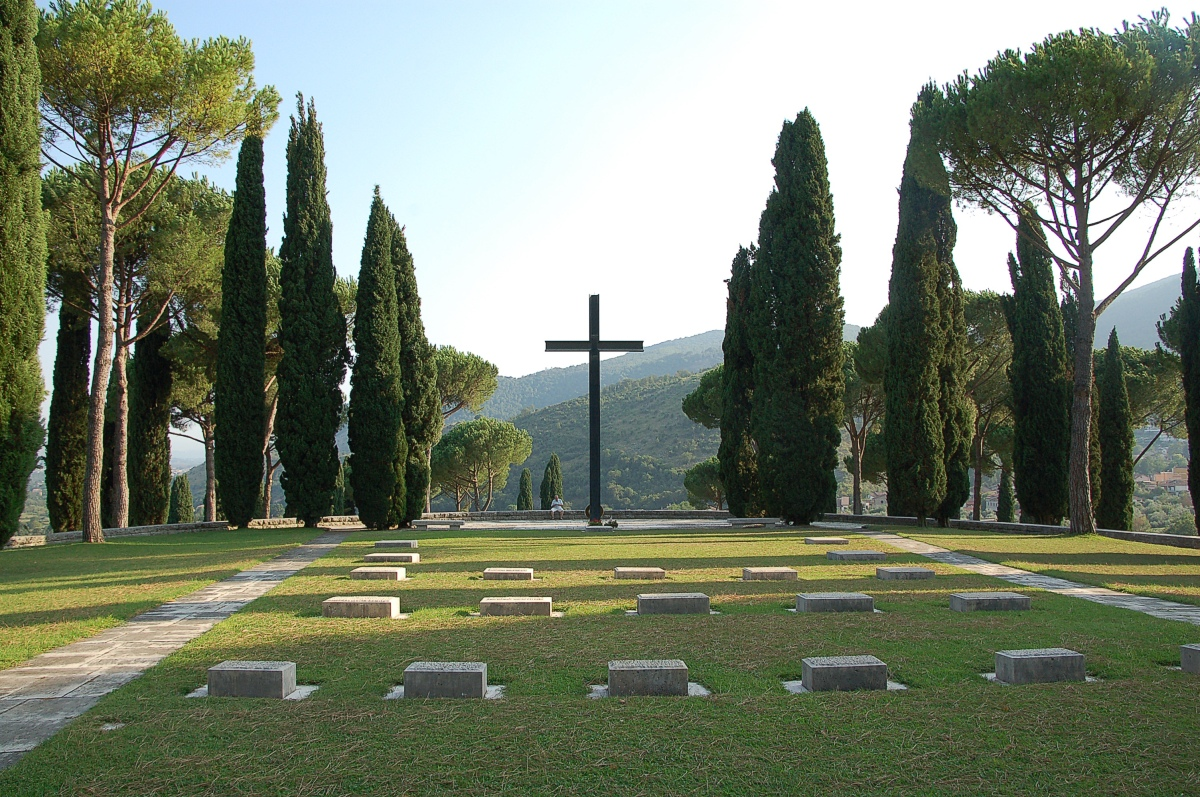
Hochkreuz der Deutschen Kriegsgräberstätte Cassino

Die Gebeine wurden in den Jahren 1959 und 1960 aus kleinen Friedhofsanlagen und Feldgräbern geborgen. Die Soldaten fielen bei den Kämpfen um den Landekopf im Golf von Salerno, beim Rückzug entlang der Adriatischen Küste und bei den Kämpfen um Cassino und in der Schlacht um Monte Cassino.

## Architektur
Im würfelförmigen Eingangsbau befindet sich die Skulptur „Trauer und Trost“. Die Grabfelder verlaufen terrassen- und ellipsenförmig. Auf jedem steinernen Kreuz stehen auf beiden Seiten für jeweils drei Tote Name, Dienstgrad, Geburts- und Sterbedatum. Auf der Bergkuppe steht ein elf Meter hohes Kreuz aus Schmiedebronze.

## Mahnung zum Frieden

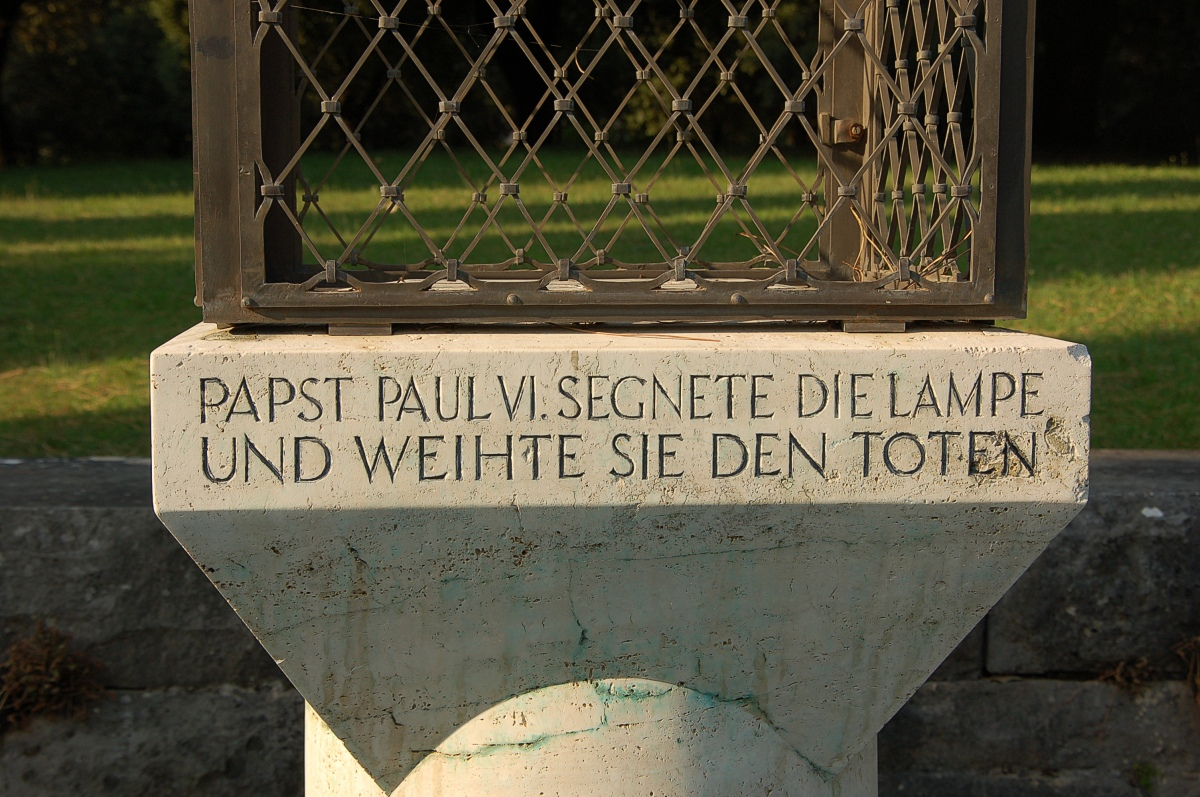
Geweihte Lampe für die Deutsche Kriegsgräberstätte Cassino

Die Skulptur „Flamme des Friedens“ wurde 2012 als Symbol der Besinnung aufgestellt. Papst Paul VI. stiftete geweihte Lampen für die Militärfriedhofe aller Nationen im Raum Cassino.

## Filme
- German Cemetery. Monte Cassino auf YouTube, 21. Juni 2013, abgerufen am 12. Januar 2022 (englisch).